# Eugen Montag

Das Porträt des Abtes Eugen Montag

Eugen Montag (* 5. März 1741 in Ebrach (Taufname: Georg Philipp Wilhelm); † 5. März 1811 in Oberschwappach) war ein deutscher Zisterziensermönch und Staatsrechtsfachmann. Er war der letzte Abt des Zisterzienserklosters Ebrach.

## Leben
Eugen Montag war der Sohn des Rechtskonsulenten der Abtei Ebrach Georg Wilhelm Montag (1712–1767) und seiner Ehefrau M. Anna Barbara, geb. Krämer (1718–1791).
Schon als junger Mann schloss er sich im Jahre 1760 dem Zisterzienserorden an. Dort wuchs er in die Auseinandersetzungen Ebrachs gegen den Würzburger Landesherrn um die erstrebte Reichsunmittelbarkeit hinein, die einer seiner Vorgänger, der Abt Wilhelm Söllner, schon 1738 in der Chronik Brevis Notitia Monasterii Ebracensi thematisiert hatte, und führte sie in seinen eigenen intellektuellen Betrachtungen fort. Diese ließen ihn zu einem hochgerühmten Staatsrechtsfachmann seiner Zeit werden. In diesem Zusammenhang beschrieb er 1786 die Gründung seines Konvents, des ersten Klosters der Zisterzienser östlich des Rheins.
Aufgrund seiner Leistungen wurde er 1791 zum Abt des Klosters gewählt. In seine Amtszeit fiel die Säkularisation. Deshalb musste er 1803 die Auflösung des Klosters und seine eigene Absetzung erleben.
Eugen Montag wurde ins Exil nach Schloss Oberschwappach beordert, wo er sich weiter mit dem Verfassen von Schriften beschäftigte.
Ein 1806 von Franz Xaver Ziegler porträtierter Abt zeigt wahrscheinlich sein Konterfei. Das Gemälde tauchte in Kaisheim auf und gelangte über Niederschönenfeld nach Bayerdilling, wo es sich jetzt im Amtszimmer des dortigen Pfarrers befindet.
Noch 1810 richtete Montag sich in einer anonymen Schrift gegen das mit Erfolg bekämpfte, von Bayern beanspruchte landesherrliche Patronat.
Im ehemaligen Klosterhof zu Oberschwappach verstarb er 1811 als Staatspensionist „an dem nämlichen Tage, an welchem er das 70. Lebensjahr vollendet hatte.“

## Wappen

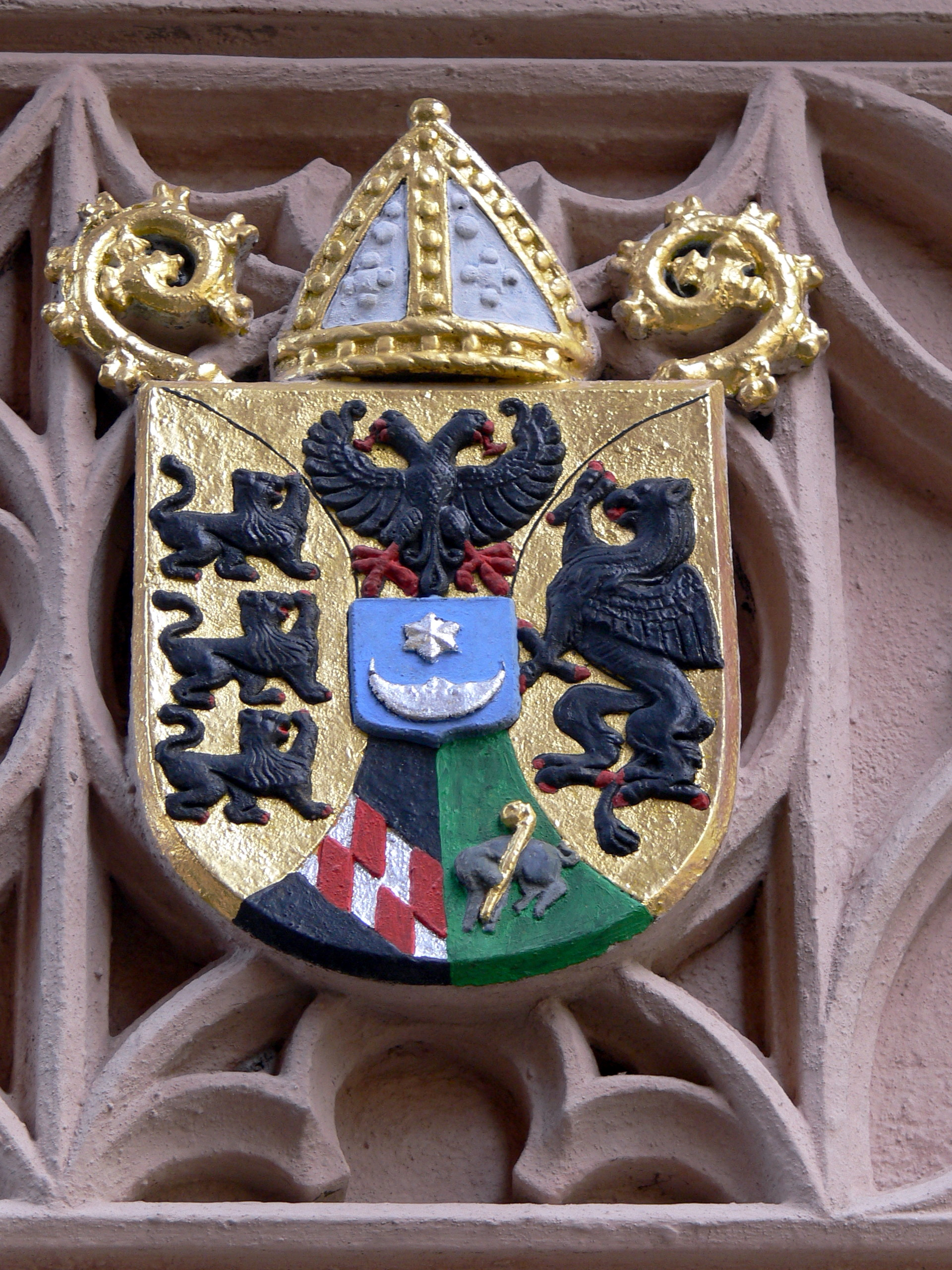
Wappenrelief am Schwabacher Rathaus

Das Wappen, das sich Eugen Montag als regierender Abt erwählte, ist sechsfach unterteilt.
Der „sprechende“ Herzschild zeigt in Blau einen silbernen Stern über einem liegenden silbernen Halbmond und steht in Bezug zum Familiennamen Montag. Darunter befinden sich zwei Felder: zur (heraldisch) Rechten das gemeinsame Symbol aller Zisterzienserklöster, welches in Schwarz zwei Reihen silbern und rot geschachteter Schrägbalken zeigt – das überlieferte Wappen des Ordensgründers Bernhard von Clairvaux – zur Linken das Klosterwappen, einen Eber mit zurückgewandtem Kopf und einem Krummstab im Rüssel. Dieses versinnbildlicht die Gründungssage, wonach das Kloster dort entstanden sei, wohin ein Eber den Krummstab geschleppt habe. Links in Gold ein aufrechter schwarzer Greif, rechts in Gold drei übereinander, nach links schreitende schwarze Löwen aus dem Kaiserwappen der Staufer. Im obersten Feld ebenfalls in Gold der doppelköpfige Reichsadler, als Rangkrone die Mitra.

## Schriften
- Ob der Abtei Ebrach in Franken das Prädikat reichsunmittelbar rechtmäßig gebühre?, 1786
- Abhandlungen über das alte und neue landesherrliche Patronatrecht. Bamberg, Würzburg, 1810 (anonym)
- Geschichte der deutschen staatsbürgerlichen Freiheit, oder der Rechte des gemeinen Freijen, des Adels und der Kirchen Deutschlands. Bamberg, 1812–1814